# Coprosma benefica
Coprosma benefica är en måreväxtart som beskrevs av Walter Reginald Brook Oliver. Coprosma benefica ingår i släktet Coprosma och familjen måreväxter.
Artens utbredningsområde är Pitcairnöarna. Inga underarter finns listade i Catalogue of Life.